# استانیسواف مونیوشکو
اِستانیسواف مونیوشکو (لهستانی: Stanisław Moniuszko؛ ‏ تلفظ لهستانی: [stãˈɲiswaf mɔ̃ˈɲuʃkɔ]؛ ‏ ۵ مه ۱۸۱۹ - ۴ ژوئن ۱۸۷۲) موسیقی‌دان، آهنگساز، رهبر ارکستر و معلم ارمنی‌تبار اهل لهستان بود. او بسیاری از ترانه‌ها و اپرا های هنری محبوب را نوشت و موسیقی او مملو از تم‌های میهنی مردم سرزمین‌های سابق مشترک‌المنافع لهستان-لیتوانی (عمدتاً لهستانی‌ها، لیتوانی‌ها و بلاروس‌ها) است. اِستانیسواف مونیوشکو از دهه ۱۹۹۰ در بلاروس به عنوان یکی از چهره‌های مهم فرهنگ بلاروس شناخته می‌شود. اپرای مونیوشکو به‌طور مرتب در اپرای ملی بلاروس اجرا می‌شود. موزه‌ای به‌نام اِستانیسواف مونیوشکو وجود دارد.
از او معمولاً به عنوان «پدر اپرا ملی لهستان» یاد می‌شود.

## نگارخانه

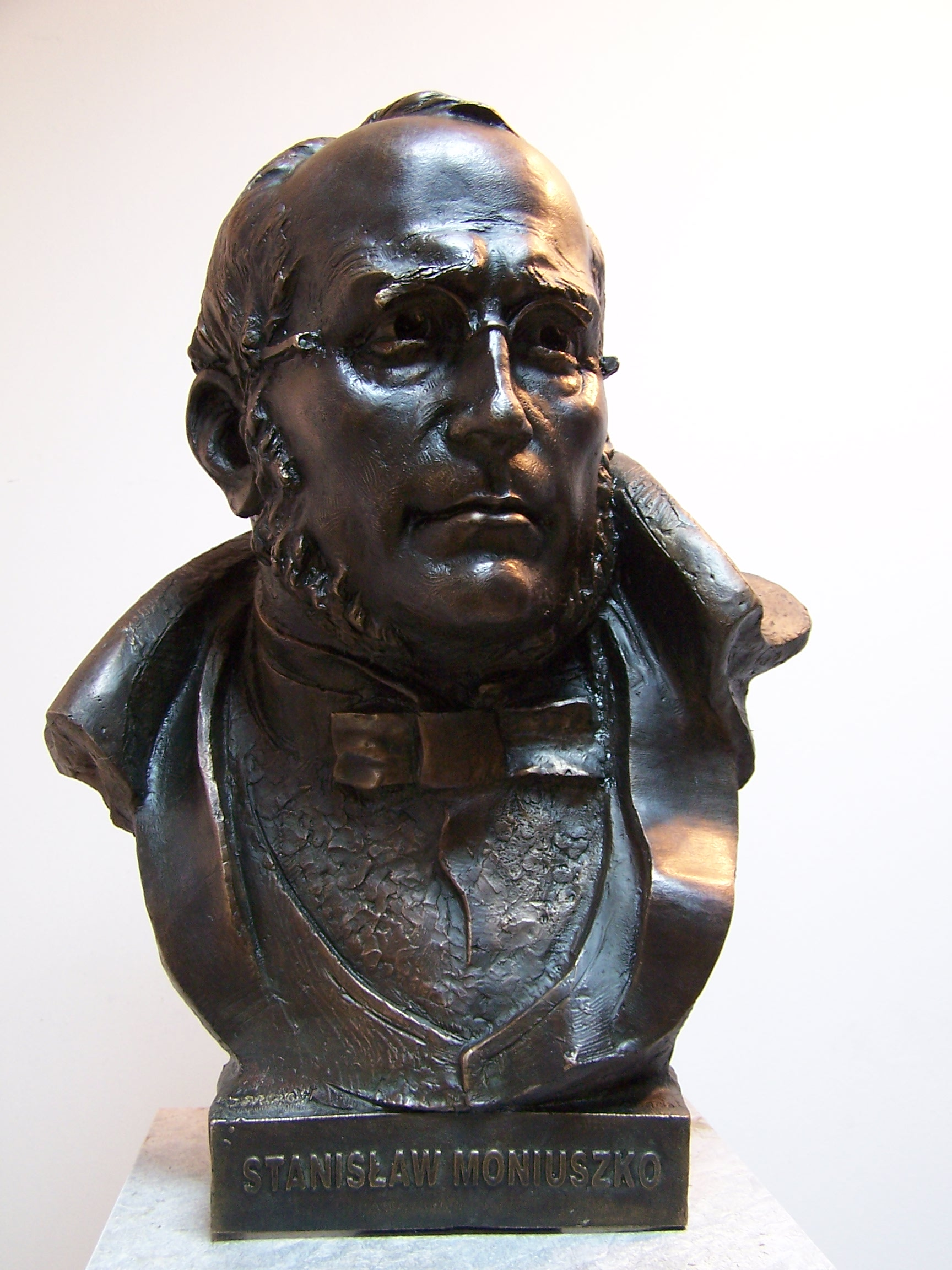
نیم‌تنه برنز اِستانیسواف مونیوشکو توسط Gennadij Jerszow، در آکادمی موسیقی گدانسک.